# Persone di cognome Ferguson
| Questa pagina contiene informazioni ricavate automaticamente dalle voci biografiche con l'ausilio del template Bio e di un bot. L'aggiornamento è periodico e automatico e ricostruisce completamente la pagina. Se manca una persona in questa lista, sei pregato di non aggiungerla, ma accertati piuttosto che la sua voce biografica contenga il template Bio e che i dati anagrafici siano correttamente compilati. Se il template Bio manca, inseriscilo tu stesso o, in alternativa, metti l'avviso {{tmp\|Bio}} che ne segnala la mancanza. Se i dati riportati sono sbagliati, correggi direttamente la voce biografica; le modifiche saranno visibili in questa lista entro pochi giorni. Per chiarimenti vedi il progetto antroponimi. La lista contiene solo le 82 persone che sono citate nell'enciclopedia e per le quali è stato implementato correttamente il template Bio. Pagina aggiornata al 23 giu 2025. |

Questa è una lista di persone presenti nell'enciclopedia che hanno il cognome Ferguson, suddivise per attività principale.

## Allenatori di calcio(5)
- Barry Ferguson, allenatore di calcio e ex calciatore scozzese (Glasgow, n. 1978)
- Darren Ferguson, allenatore di calcio e ex calciatore scozzese (Glasgow, n. 1972)
- Duncan Ferguson, allenatore di calcio e ex calciatore scozzese (Stirling, n. 1971)
- Ian Ferguson, allenatore di calcio e ex calciatore scozzese (Glasgow, n. 1967)
- Mike Ferguson, allenatore di calcio e calciatore inglese (Burnley, n. 1943 - † 2019)

## Animatori(1)
- Norman Ferguson, animatore e regista statunitense (New York, n. 1902 - Los Angeles, † 1957)

## Artisti marziali misti(1)
- Kimbo Slice, artista marziale misto e pugile bahamense (Nassau, n. 1974 - Margate, † 2016)

## Astronauti(1)
- Christopher Ferguson, astronauta e militare statunitense (Filadelfia, n. 1961)

## Astronomi(2)
- James Ferguson, astronomo e ingegnere statunitense (n. 1797 - † 1867)
- James Ferguson, astronomo scozzese (Rothiemay, n. 1710 - Londra, † 1776)

## Attori(10)
- Al Ferguson, attore e regista irlandese (Wexford, n. 1888 - Long Island, † 1971)
- Casson Ferguson, attore statunitense (Alexandria, n. 1891 - Los Angeles, † 1929)
- Colin Ferguson, attore e regista canadese (Montréal, n. 1972)
- Frank Ferguson, attore statunitense (Ferndale, n. 1906 - Los Angeles, † 1978)
- Jay R. Ferguson, attore statunitense (Dallas, n. 1974)
- Jesse Tyler Ferguson, attore statunitense (Missoula, n. 1975)
- Mark Ferguson, attore e conduttore televisivo australiano (Sydney, n. 1961)
- Matthew Ferguson, attore canadese (Toronto, n. 1973)
- Myles Ferguson, attore canadese (Vancouver, n. 1981 - † 2000)
- Robert V. Ferguson, attore scozzese (Dumbarton, n. 1848 - New York, † 1913)

## Attrici(4)
- Sandra Ferguson, attrice statunitense (Pittsburgh, n. 1967)
- Elsie Ferguson, attrice statunitense (New York, n. 1883 - New London, † 1961)
- Helen Ferguson, attrice statunitense (Decatur, n. 1901 - Clearwater, † 1977)
- Priah Ferguson, attrice statunitense (Atlanta, n. 2006)

## Attrici teatrali(1)
- Mattie Ferguson, attrice teatrale statunitense (Indianapolis, n. 1862 - New York, † 1929)

## Bassisti(1)
- Doug Ferguson, bassista britannico (Carlisle, n. 1947)

## Calciatori(8)
- Alex Ferguson, ex calciatore e allenatore di calcio scozzese (Glasgow, n. 1941)
- Daryl Ferguson, calciatore barbadiano (Lanham, n. 1985)
- Dwight Ferguson, ex calciatore americo-verginiano (n. 1971)
- Evan Ferguson, calciatore irlandese (Bettystown, n. 2004)
- Glenn Ferguson, ex calciatore nordirlandese (Lurgan, n. 1969)
- Hughie Ferguson, calciatore scozzese (Glasgow, n. 1898 - Dundee, † 1930)
- Lewis Ferguson, calciatore scozzese (Hamilton, n. 1999)
- Shane Ferguson, calciatore nordirlandese (Derry, n. 1991)

## Canoisti(1)
- Ian Ferguson, ex canoista neozelandese (Taumarunui, n. 1952)

## Cantanti(2)
- Rebecca Ferguson, cantante e compositrice britannica (Liverpool, n. 1986)
- Zack Ferguson, cantante italiano

## Cestisti(6)
- Jeff Ferguson, ex cestista canadese (Toronto, n. 1981)
- Anwar Ferguson, ex cestista bahamense (Exuma, n. 1981)
- Blandon Ferguson, ex cestista statunitense (Oakland, n. 1980)
- Desmond Ferguson, ex cestista statunitense (Lansing, n. 1977)
- Jazzmarr Ferguson, cestista statunitense (Louisville, n. 1989)
- Terrance Ferguson, cestista statunitense (Tulsa, n. 1998)

## Conduttori televisivi(1)
- Craig Ferguson, conduttore televisivo, scrittore e attore scozzese (Glasgow, n. 1962)

## Crittografi(1)
- Niels Ferguson, crittografo e scrittore olandese (Eindhoven, n. 1965)

## Diplomatici(1)
- Glenn W. Ferguson, diplomatico statunitense (Syracuse, n. 1929 - Santa Fe, † 2007)

## Doppiatori(1)
- Keith Ferguson, doppiatore statunitense (Los Angeles, n. 1972)

## Giocatori di curling(1)
- John Ferguson, giocatore di curling canadese (Calgary, n. 1958)

## Giocatori di football americano(6)
- Blake Ferguson, giocatore di football americano statunitense (n. 1997)
- D'Brickashaw Ferguson, ex giocatore di football americano statunitense (New York, n. 1983)
- Jake Ferguson, giocatore di football americano statunitense (Rapid City, n. 1999)
- Jaylon Ferguson, giocatore di football americano statunitense (Zachary, n. 1995 - Baltimora, † 2022)
- Terrance Ferguson, giocatore di football americano statunitense (Littleton, n. 2003)
- Vagas Ferguson, ex giocatore di football americano statunitense (Richmond, n. 1957)

## Giocatori di poker(1)
- Chris Ferguson, giocatore di poker statunitense (Los Angeles, n. 1963)

## Giocatori di snooker(1)
- Jason Ferguson, giocatore di snooker inglese (Mansfield, n. 1969)

## Giocatrici di baseball(1)
- Dorothy Ferguson, giocatrice di baseball canadese (Virden, n. 1923 - Rockford, † 2002)

## Lottatori(1)
- Frederick Ferguson, lottatore statunitense (Toronto, n. 1884 - Chicago, † 1954)

## Matematici(1)
- Johan Jacob Ferguson, matematico olandese (L'Aia, n. 1630 - Amsterdam, † 1691)

## Medici(1)
- Neil Ferguson, medico e epidemiologo britannico (Whitehaven, n. 1968)

## Musicisti(1)
- Jay Ferguson, musicista e compositore statunitense (Burbank, n. 1947)

## Nuotatrici(1)
- Cathy Ferguson, ex nuotatrice statunitense (Stockton, n. 1948)

## Pallanuotisti(4)
- Jim Ferguson, ex pallanuotista statunitense (Kokoma, n. 1949)
- Jack Ferguson, pallanuotista australiano (Sydney, n. 1922 - Gold Coast, † 1993)
- Jack Ferguson, pallanuotista britannico (Motherwell, n. 1930 - Broughty Ferry, † 2025)
- Leon Ferguson, pallanuotista australiano (Sydney, n. 1923 - Sydney, † 1989)

## Politiche(1)
- Miriam A. Ferguson, politica statunitense (Contea di Bell, n. 1875 - Austin, † 1961)

## Politici(4)
- Drew Ferguson, politico statunitense (Valley, n. 1966)
- John Ferguson, politico statunitense (n. 1777 - New York, † 1832)
- Mike Ferguson, politico statunitense (Ridgewood, n. 1970)
- Bob Ferguson, politico e avvocato statunitense (Seattle, n. 1965)

## Rivoluzionari(1)
- Robert Ferguson, rivoluzionario e religioso scozzese (Alford - † 1714)

## Scenografi(1)
- Perry Ferguson, scenografo statunitense (Fort Worth, n. 1901 - Los Angeles, † 1963)

## Scrittori(1)
- Will Ferguson, scrittore e giornalista canadese (Fort Vermilion, n. 1964)

## Scrittrici(1)
- Marilyn Ferguson, scrittrice e oratrice statunitense (Grand Junction, n. 1938 - Banning, † 2008)

## Sociologi(1)
- Adam Ferguson, sociologo, storico e filosofo britannico (Logierait, n. 1723 - Saint Andrews, † 1816)

## Storici(2)
- Niall Ferguson, storico, economista e saggista britannico (Glasgow, n. 1964)
- Wallace Klippert Ferguson, storico canadese (Toronto, n. 1902 - † 1983)

## Tenniste(1)
- Sophie Ferguson, ex tennista australiana (Sydney, n. 1986)

## Trombettisti(1)
- Maynard Ferguson, trombettista e compositore canadese (Verdun, n. 1928 - Ventura, † 2006)

## Tuffatori(1)
- Kent Ferguson, tuffatore statunitense (Cedar Rapids, n. 1963)

## Velociste(1)
- Sheniqua Ferguson, velocista bahamense (Nassau, n. 1989)